# Pseudopotencial
Na física, um pseudopotencial ou potencial efetivo é usado como uma aproximação para a descrição simplificada de sistemas complexos. As aplicações incluem física atômica e dispersão de nêutrons.  A aproximação pseudopotential foi introduzido pela primeira vez por Hans Hellmann em 1934.

## Pseudopotencial de Fermi
Enrico Fermi introduziu um pseudopotencial, {\displaystyle V}, para descrever a dispersão de um nêutron livre por um núcleo. A dispersão é assumida como sendo a dispersão das ondas s, e, portanto, esféricamente simétrica. Portanto, o potencial é dado na função do raio, {\displaystyle r}:
{\displaystyle V(r)={\frac {4\pi \hbar ^{2}}{m}}b\,\delta (r)},
onde {\displaystyle \hbar } é a constante de Planck dividida por {\displaystyle 2\pi }, {\displaystyle m} é a massa, {\displaystyle \delta (r)} é a função delta de Dirac, {\displaystyle b} é o comprimento da dispersão de nêutrons coerente e vinculado, e {\displaystyle r=0} o centro de massa do núcleo. A transformada de Fourier desta função-{\displaystyle \delta } leva ao fator de forma constante de nêutrons.

## Pseudopotencial de Phillips
James Charles Phillips desenvolveu um pseudopotencial simplificado enquanto ele estava em Bell Labs útil para descrever silício e germânio.
Na representação pseudopotencial na ligação em cristais, o teorema cancelamento energia cinética pseudopotencial de Phillips é representado como um cancelamento (ou excesso de cancelamento) entre o potencial não-clássico repulsivo de Pauli e atração de núcleo de valência Coulomb {\displaystyle -Z}v/r.